# 北沢善一
北沢 善一（きたざわ ぜんいち）は、サイエンスクリエイター・サイエンスパフォーマー。「善ちゃん」の愛称で、全国各地のイベントや学校（PTA）行事・科学館等を中心にサイエンスショーやワークショップ等の活動を行う。

## 来歴
青山学院大学卒業。大町エネルギー博物館、つくばエキスポセンターに学芸員として勤務。2005年2月よりポピュラーサイエンス研究所の代表。2015年11月より有限会社かがくの会社の代表取締役。日本国内でのイベント、科学実験のステージパフォーマンスのほか、実験開発、執筆、展示制作、イベントの企画運営、教職員への指導者研修講師を実施している。